# Chaos-Queens: Ehebrecher und andere Unschuldslämmer
Ehebrecher und andere Unschuldslämmer ist eine deutsche Filmkomödie von Vivian Naefe aus dem Jahr 2018 basierend auf dem gleichnamigen Roman von Kerstin Gier. Es handelt sich um den dritten Film der Herzkino-Reihe Chaos-Queens des ZDF. Die deutsche Erstausstrahlung erfolgte am 18. Februar 2018.

## Handlung
Amelie Schneider und ihr Ehemann Robert haben ihren 30. Hochzeitstag. Eigentlich ist dies ein Grund zur Freude, doch muss Amelie ihren Mann leblos unter ihrem Apfelbaum im Garten vorfinden. Die Ärzte obduzieren einen Herzinfarkt. Ihre gemeinsame Tochter Louisa hatte sich auf die Feier gefreut und wollte auch ihren Eltern verkünden, dass sie schwanger ist und sie Großeltern werden. Bei der Beisetzung entfacht sich eine Uneinigkeit, ob Beethovens Neunte oder Queens Another One Bites the Dust gespielt werden soll. Für Trost bei den Schneiders sorgt Pfarrer Hofmann.

## Hintergrund
Ehebrecher und andere Unschuldslämmer wurde vom 16. Mai 2017 bis zum 16. Juni 2017 an Schauplätzen in Berlin und Umgebung gedreht. Produziert wurde der Film von der U5 Filmproduktion.

## Kritik
Die Kritiker der Fernsehzeitschrift TV Spielfilm urteilten, „Die Verfilmung von Kerstin Giers Romans ist leichtfüßig und vollgepackt mit originellen Figuren und schrägen Situationen.“ Zudem sei Ehebrecher und andere Unschuldslämmer „unerwartet frech und gegen den Strich“, wofür es den  Daumen nach oben gab.